# El Eskorijal (palata)
Kraljevski samostan i palата El Eskorijal (шп. Monasterio y Sitio de El Escorial en Madrid) je istorijska rezidencija španskih kraljeva koja se sastoji od samostana, crkve, kraljevske palate, muzeja i škole. Nalazi se oko 45 km severozapadno od Madrida u naselju San Lorenco de El Eskorijal, autonomna zajednica Madrid. Izgrađen između 1563. i 1584. po nalogu kralja Filipa II (koji je vladao 1556–1598),, El Eskorijal je najveća renesansna građevina na svetu. To je jedno od španskih kraljevskih lokacija i funkcioniše kao manastir, bazilika, kraljevska palata, panteon, biblioteka, muzej, univerzitet, škola i bolnica.
El Eskorijal se sastoji od dva arhitektonska kompleksa od velike istorijske i kulturne važnosti: samog kraljevsnog manastira i La Granjilla de La Fresneda, kraljevskog lovačkog doma i samostanskog skloništa udaljenog pet kilometara. Ove lokacije imaju dualnu prirodu; to jest, tokom 16. i 17. veka, one su bile mesta u kojima je moć španske monarhije i crkvena prevlast rimske katoličke religije u Španiji našla zajedničku arhitektonsku manifestaciju. El Eskorijal je bio, istovremeno, manastir i španska kraljevska palata. Originalno svojina ieronimitskih monaha, on je postao manastir reda Svetog Avgustina. To je takođe bio internat (Kraljevski koledž de Alfonso XII).
Filip II je angažovao španskog arhitektu Huana Bautistu de Toleda da mu bude saradnik na izgradnji kompleksa u El Eskorijalu. Toledo je veći deo svoje karijere proveo u Rimu, gde je radio na Bazilici Svetog Petra, i u Napulju služeći kraljevom namesniku, čija ga je preporuka privukla kraljevoj pažnji. Filip ga je imenovao za kraljevskog arhitektu 1559. i zajedno su projektovali El Eskorijal kao spomenik ulozi Španije kao centra hrišćanskog sveta.
Dana 2. novembra 1984. godine, UNESCO je proglasio Kraljevsko sedište San Lorenco od El Eskorijala mestom svetske baštine. To je popularna turistička atrakcija, koju često posećuju izletnici iz Madrida - više od 500.000 posetilaca dolazi u El Escorial svake godine.

## Istorija
Kompleks je u duhu kontrareformacije izgrađen po nalogu Filipa II Španije, čime je naglašena njegova povezanost s rimokatoličkom crkvom. Kada je Filip II odlučio da sagradi ovu monumentalnu palatu, Madrid još nije bio glavni grad Španije. Naime, Filip je 10. avgusta 1557. godine, na dan svetoga Lovrentija pobedio Francuze kod St. Kventina. Eskorijal je trebalo da bude sećanje na tu pobedu, a njegov rešetkasti tlocrt da simbolizuje lomaču na kojoj je sveti Lovrentije umro mučeničkom smrću.
Španski arhitekta Huan Bautista de Toledo (oko 1530.-1597), koji se školovao u Rimu i Napulju, je počeo da utelotvorava kraljevsku ideju 1559. godine. Nakon trideset godina gradnje i potrošenih 5.260.570 dukata, kompleks je dovršio njegov učenik Huan de Herera.
Filipovim naslednicima nije se sviđao strogi nacrt palate te su je često „ispravljali” u 17. i 18. veku. Ali tokom toga vremena El Eskorijal nije promenio svoj karakter španske, svetovne i verske, rezidemcije.
Samostanom su upravljali avgustinski heremiti, koji su tu i danas.

## Odlike
El Eskorijal svoje ime duguje lokalitetu na kojem je izgrađen; to je podnožje planine Abantos (Sierra de Guadarrama) koje je polupošumljeno i ogoljeno vetrom s velikim nakupinama šljake (španski: scoria), ostale nakon dugogodišnjeg iskapavanja željezne rude.
Toledo i Herera izveli su 207 m dugačak i 161 m širok pravougaonik sa tornjevima na sva četiri ugla. Samostanska palata ima 16 dvorišta, 2.673 prozora, 1.200 vrata, 86 stepeništa i 88 vodoskoka, čiji hodnici, ako bi se prolazilo njima, zahtevaju 160 kilometara hoda.
Veliki ulaz u Eskorijal smešten je u sredini zapadnog pročelja, a otvara se u Patio de los Reyes, atrijum crkve u pozadini. Građevina ima jednu golemu samostansku crkvu po uzoru na crkvu Svetog Petra u Rimu, te kraljevsku palatu, u kojoj je Filip II za sebe želio „samo jednu ćeliju gde ce odmarati svoje umorno telo”. Italijanski uticaj se najviše oseća u zapadnom pročelju sa dorskim stubovima i kupolom u obliku polukugle, tipa koji su upotrebljavali Bramante i drugi. Smeštaj hora iznad nadsvođenog vestibula na zapadnom delu (čime je skraćen dugi krak kako bi crkva dobila tlocrt grčkog krsta) je špansko obeležje. Samostan sa četiri klaustra sa arkadama prema jugozapadnom delu Eskorijala, a ima vlastiti ulaz na zapadnom pročelju. Istočno od samostana nalazi se veliko dvorište, Patio de los Evangelistas.
Kolegijum zauzima severozapadnu četvrt, a poput samostana na suprotnoj strani, podeljen je na četiri dvorišta, a ulaz je na zapadnom pročelju. Veliko dvorište u severoistočnom uglu Eskorijala povezano je sa svečanim odajama koje se ističu iza crkve.
U kompleksu se nalaze i muzej, biblioteka i kraljevski mauzolej (Panteón de los Reyes) sa posmrtnim ostacima mnogih španskih kraljeva. Tu je Filip sahranio i svog oca, Karla  (poznatijeg kao Karlo V, cara Svetog rimskog carstva). Mesto kraj pokojnog kralja ostalo je prazno jer na natpisu kraj grobnog mesta piše: „Ako potomak Karla V nadmaši kralja smelošću svojih dela, neka sebi uzme to mesto”. Što Filip II svojim delima nije prisvojio.
Šturi i strogi stil Eskorijala istoričari su, prema njegovom arhitekti, prozvali „Hererovim stilom” (Estilo herreriano). Od kada je dovršen nisu presahnuli glasovi kritičara koji zameraju na bezgraničnoj rasipnosti i graditeljskom podilaženju španskoj dvorskoj eliti. Međutim, za većinu Španaca El Eskorijal je španski građevinski spomenik, kao što je Don Kihot simbol španskog pesništva.

## Galerija
- El Eskorijal 1723. godine (Mišel-Anž Haus), Prado
- Pročelje El Eskorijala
- Kraljevsko dvorište (Patio de los Reyes) iz kojeg se ulazi u crkvu
- Dvorište Jevanđelista s Panteonom
- Kraljevski mauzolej Panteon (Panteo) iznutra
- Biblioteka
- Oslikani zidovi „Dvorane bitaka”
- Svod iznad glavnog stepeništa
- Oslikani hodnik samostana
- Sala Vikarijal

## Literatura
- Cable, Mary (1985). El Escorial. Newsweek Books. ISBN 978-0882250083.
- Bennassar, B. La España de los Austrias. ISBN 84-8432-221-1. (1516–1700), 1.ª Edición, Barcelona: Editorial Crítica, 2001, pp. 9–30,
- Muñoz Cosme, A., Los espacios del saber. Historia de la arquitectura de las bibliotecas. ISBN 84-9704-102-X., 1.ª Edición, Gijón: Ediciones Tarea, 2004, pp. 91–95,
- Bouza, F. y Checa, F., Cultura, ciencia, tecnología, en BOUZA, F. y CHECA, F. (coords.), El Escorial. Biografía de una época. La historia, 1.ª Edición, Madrid: Fundación para el apoyo de la cultura, 1986, pp. 219–225, DL: M-35693-1986.
- Checa Cremades, J. L., La encuadernación renacentista en la Biblioteca del Monasterio de El Escorial, 1.ª Edición, Madrid: Ollero & Ramos, 1998, pp. 37–53
- De Andrés, G., Perfil histórico de la Real Biblioteca de El Escorial, en SANTIAGO PAÉZ, E. (coord.), El Escorial en la Biblioteca Nacional. IV Centenario, 1.ª Edición, Madrid: Ministerio de Cultura, 1985, pp. 561–565
- De Andrés, G., Real Biblioteca de El Escorial, 1.ª Edición, Madrid: Aldus, 1970, DL: M. 20720-1970.
- De Sigüenza, F. J., La fundación del Monasterio de El Escorial. ISBN 84-7506-178-8., 1.ª Edición, Madrid: Turner Libros S. A., 1986, pp. 273–305,
- García Morencos, P., Importantes incunables españoles en la Biblioteca de El Escorial. ISBN 84-7120-108-9., en SOLANO, F. (coord.), Fe y sabiduría. La biblioteca. IV Centenario del Monasterio de El Escorial, 1.ª Edición, Madrid: Patrimonio Nacional, 1986, pp. 89–99,
- Graux, C. Los orígenes del fondo griego del Escorial. ISBN 84-7392-210-7., 1.ª Edición, Madrid: Fundación Universitaria Española, 1982, pp. 309-323/349–351,
- Jiménez, N. (Coord.), San Lorenzo de El Escorial: Un paseo por el siglo xvi d. C., 1.ª edición, Madrid: Comunidad de Madrid, 2005.
- Justel Calabozo, B. La Real Biblioteca de El Escorial y sus manuscritos árabes. ISBN 84-7472-007-9., 1.ª edición, Madrid: Instituto Hispano-Árabe de Cultura, 1978, pp. 7–129,
- Sanz Bombín, M. C., «Manuscritos relacionados con el monasterio de San Lorenzo de El Escorial en la Biblioteca Nacional», en SANTIAGO PÁEZ, E. (coord.), El Escorial en la Biblioteca Nacional. IV Centenario, 1.ª Edición, Madrid: Ministerio de Cultura, 1985, pp. 567–572.
- Taylor, R., «Las ciencias ocultas en la Biblioteca de El Escorial», en SOLANO, F. (coord.), Fe y sabiduría. La biblioteca. IV Centenario del Monasterio de El Escorial. ISBN 84-7120-108-9., 1.ª Edición, Madrid: Patrimonio Nacional, 1986, pp. 21–40,

## Spoljašnje veze
- „Turističke informacije”. Архивирано из оригинала 10. 10. 2007. г.
- -author= -
- -author= -
- -author= -
- -author= -
- Monastery and Site of the Escurial, Madrid UNESCO collection on Google Arts and Culture
- HISTORIA DEL REAL MONASTERIO DE SAN LORENZO (archived)
- Chisholm, Hugh, ур. (1911). „Escorial”.  (на језику: енглески). 9 (11 изд.). Cambridge University Press. стр. 766—768. Contains a plan of the buildings and surrounds